# Mackensen (Dassel)
Mackensen ist ein von der Stadt Dassel eingemeindetes Dorf.

## Geographie
Mackensen liegt am Spüligbach zwischen Solling und Amtsbergen auf einer Höhe von 200 m ü. NN. Am nördlichen Ortsrand liegt der Heukenberg.

## Ortsname
Der Name Mackensen entstand aus niederdeutschen Sprachformen wie Makkonhusun und Mackenhusen, erstmals im 15. Jahrhundert ist die heutige Namensform mit von -husen auf -sen verkürzter Endung belegt. Wie bei den meisten Ortsnamen mit der Endung -hausen ist auch das Bestimmungswort bei Mackensen ein alter Personenname, nämlich ebenso wie im Ortsnamen Mackenrode der Name Makko, dessen Ursprung unterschiedlich gedeutet wird.

## Geschichte

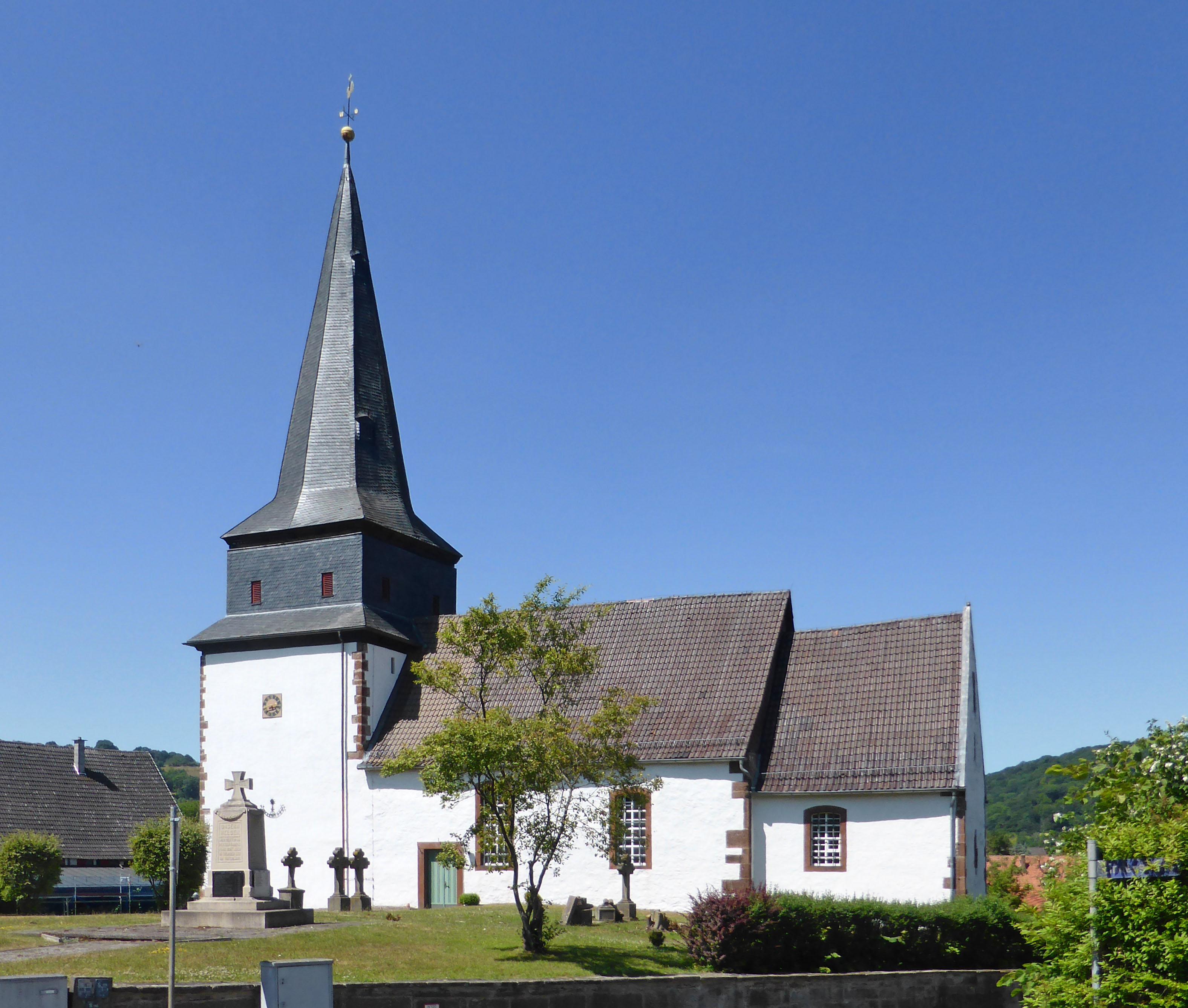
St. Christopherus-Kirche Mackensen

Die erste schriftliche Erwähnung des Ortes Mackanhusen ist in den Corveyer Traditionen aus dem Zeitraum 826–876 überliefert. Im Mittelalter lag der Ort im Suilbergau. Die Herren von Mackenhusen waren hier begütert. Sie waren den Grafen von Dassel zu Diensten, die auf der benachbarten Burg Hunnesrück residierten.
Konrad von Mackenhusen war Kanoniker im Stift Gandersheim.
Wiederholt befand sich Mackensen in einer politischen Grenzlage. Während der Zugehörigkeit zur Grafschaft Dassel grenzte die Grafschaft Everstein nördlich an, und als Mackensen im Hochstift Hildesheim vom Amt Hunnesrück verwaltet wurde, war dieses vom Fürstentum Braunschweig-Wolfenbüttel umschlossen.
Die seit Jahrhunderten bestehende Kirche an der Hauptstraße des Dorfes (heute L580) ist daher eine Christophoruskirche, in der nach Norden Reisende um Schutz beten konnten. 1717 wurde sie umgebaut.
Die genealogische Geschichte der Mackenser Familien im 17. und 18. Jahrhundert wurde digital in einem Ortsfamilienbuch beim Verein für Computergenealogie erfasst.
Am 1. Februar 1972 wurde ein Teil des aufgelösten gemeindefreien Gebietes Solling (Landkreis Einbeck) mit damals weniger als zehn Einwohnern eingegliedert. Am 1. März 1974 wurde Mackensen in die Stadt Dassel eingemeindet.

## Bevölkerung und Wohnen
Der Ort zeichnet sich durch einen hohen Bestand regionstypischer alter Fachwerkhäuser aus.
Aus den Zensusdaten 2022 (Stichtag 15. Mai 2022) ergibt sich folgendes Bild:
- gemeldete Einwohner: 332 (gegenüber 416 Einwohner Zensus 2011)
- die Durchschnittsmiete liegt bei 3,70 EUR/qm.

Mackensen gehört damit zu den kleinsten Ortschaften der Stadt Dassel (ca. 3,5 8 % der Einwohner).

## Politik

### Ortsrat
Der Ortsrat in Mackensen setzt sich aus sieben Ratsfrauen und Ratsherren zusammen:
- Wählergemeinschaft Mackensen: 7 Sitze

(Stand: Kommunalwahl 2021)

### Ortsbürgermeister
Ortsbürgermeister ist seit 2021 Frank Malderle, stellvertretender Ortsbürgermeister ist Georg Bartels.

## Wirtschaft

### Struktur
Die lokale Wirtschaft ist geprägt von Familienunternehmen, die seit mehreren Generationen geführt werden (z. B. Bauernhöfe, Landhandel, Spedition) und Handwerksbetrieben (u. a. Tischlerei, Dachdeckerei). Daneben finden sich auch Dienstleistungsbetriebe vor Ort (u. a. Rechtsanwältin).
Durch die Digitalisierung sind zudem neue Möglichkeiten für Selbstständige und Gewerbetreibende entstanden, aus Mackensen heraus überregional zu arbeiten, so dass sich mehrere neue Kleinbetriebe ansiedelten (u. a. Internethandel, Unternehmensberater).
Ölmühle Mackensen
Seit mehreren Generationen bestehendes lokales Familienunternehmen mit Hofbetrieb und Landhandel an historischer Stätte. Hier gibt es regionale gemahlene Kornprodukte, zudem allerlei Tiernahrung für Groß- und Kleintier.

## Vereinsleben, Kultur und Sehenswürdigkeiten

### Vereinsleben

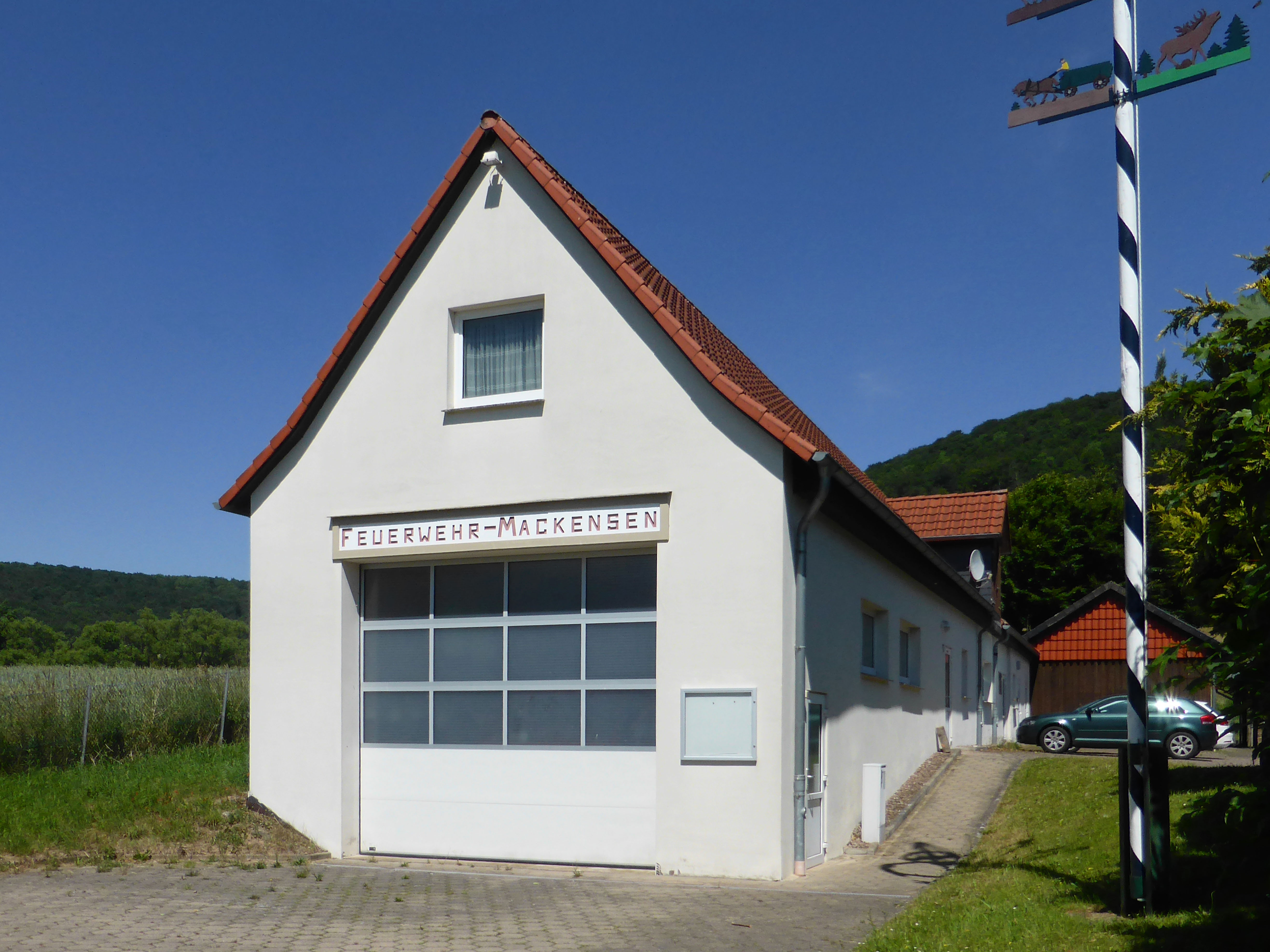
Feuerwehrhaus

Erwähnenswert ist der Männer-Gesangsverein, der seit dem Jahre 1878 besteht und somit zu den ältesten Vereinen in Mackensen gehört und die Tradition der Sangesbrüder weiterführt. Jedes Jahr am 1. Mai veranstaltet der Gesangsverein das „Maibaumfest“ für das Dorf.
Des Weiteren gibt es noch den Schützenverein Mackensen e. V., der ebenfalls zu den Traditions-Vereinen des Dorfes gehört und seit 1970 besteht. Der Schützenverein richtet jedes Jahr für das Dorf am Gründonnerstag das „Schießen der Vereine“ aus. An Himmelfahrt trägt der Verein mit dem „Mettbraten“ am örtlichen Grillplatz zum aktiven Dorfleben bei. Im September richtet der Schützenverein das sogenannte „Königsschießen“ mit Musikantenumzug aus: es werden die Schützenkönigin und der Schützenkönig, ein Jugendkönig und ein Bürgerkönig ernannt.
Der Sportverein SV „Blau-Weiß“ Mackensen von 1973 e. V. bietet ein breites Sportprogramm an. Der Sportverein unterhält einen Sportplatz in zentraler Dorflage.
Die Freiwillige Feuerwehr Mackensen sorgt für den Brandschutz und die allgemeine Hilfe. Sie bildet zusammen mit den Freiwilligen Feuerwehren Sievershausen und Hilwartshausen den Löschzug 6 der Freiwilligen Feuerwehr Dassel.
Seit Ende 1987 gibt es zudem die Motor-Sport-Freunde Dassel-Mackensen e. V., die unter anderem Jugendkartslalom-Rennen in Einbeck organisieren.

### Kultur
Mackensen ist bis heute geprägt durch das ländliche Alltagsleben. Öffentliche Aktivitäten sind insbesondere durch die örtlichen Vereine, die Kirchengemeinde, die Freiwillige Feuerwehr Mackensen und den Ortsrat geprägt. Aber auch private Initiativen, wie z. B. Dorflohmärkte, finden statt.
Darüber hinaus nimmt Mackensen über die App DorfFunk aktiv am Projekt Digitale Dörfer des Fraunhofer-Instituts teil.

### Religiöses Leben
Mackensen ist im Ortsbild durch die St. Christopherus-Kirche geprägt. Die Kirche wird aktiv genutzt und ist Teil der evangelisch-lutherischen Emmaus-Gemeinde (Dassel). Es finden monatlich Gottesdienste statt.
Seit den 1810er Jahren ist jüdisches Leben in Mackensen nachweisbar. Um 1830 bildete sich die Synagogengemeinde Mackensen, die Jüdinnen und Juden aus Mackensen und später Dassel umfasste. Zu Beginn der 1930er war bereits kein jüdisches Leben in Mackensen mehr nachweisbar. Heute zeugt noch der jüdische Friedhof Mackensen von der Vergangenheit.

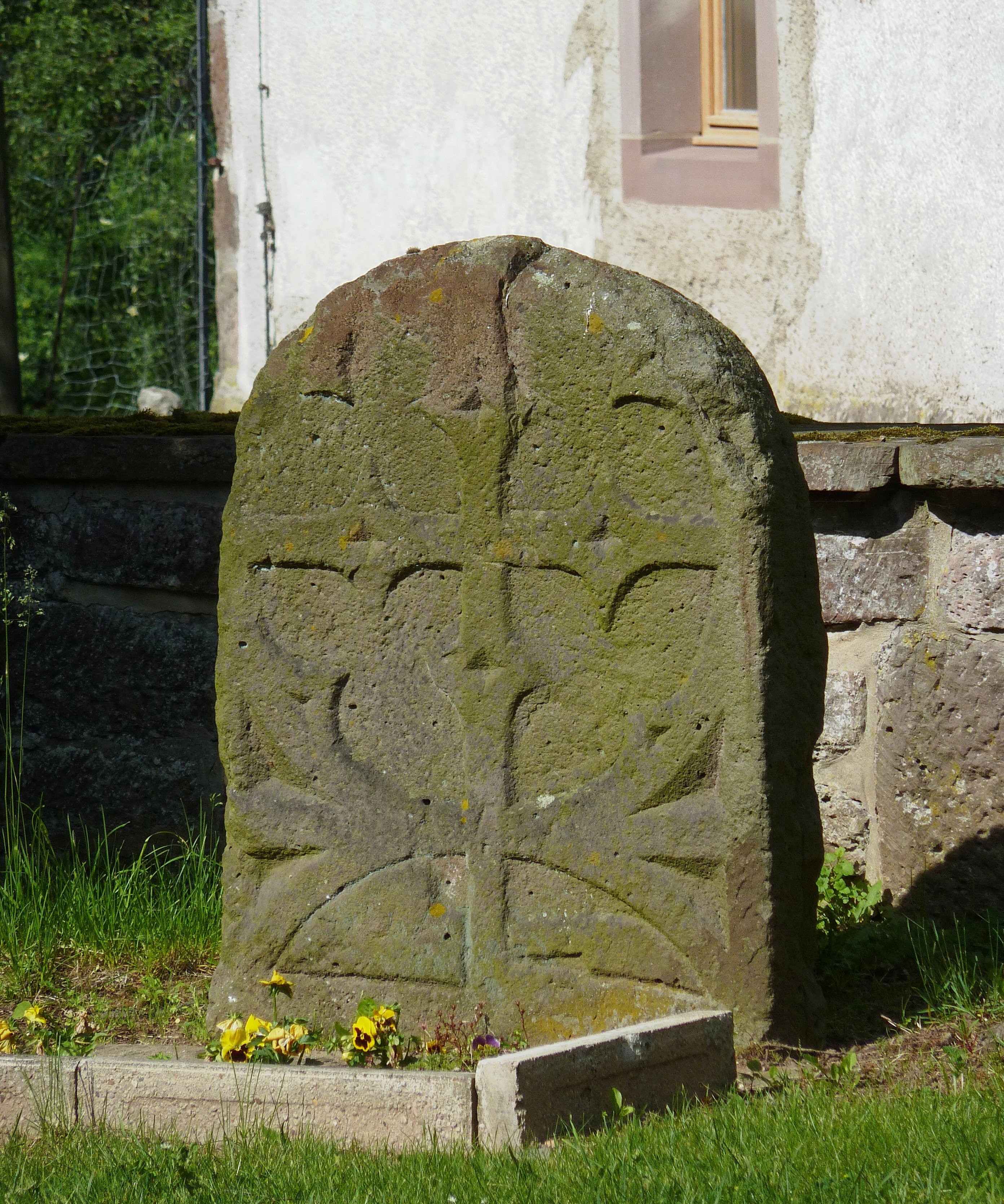
Kreuzstein

### Sehenswürdigkeiten
- Dorfkern mit Spüligbach: das Dorfzentrum um den Spüligbach herum repräsentiert die ältesten Fachwerkhäuser des Dorfes und gibt einen Eindruck von vergangenen Zeiten.
- Evangelisch-lutherische Christophoruskirche: Klassische, kleine Dorfkirche mit hölzerner, bemalter Empore im Stil des ländlichen 18. Jahrhunderts. Vor der Kirche steht ein Kreuzstein mit einem verzierten Kreuz, das als flaches Relief ausgearbeitet ist.
- Jüdischer Friedhof Mackensen: kleiner jüdischer Friedhof, der im 19. Jahrhundert belegt wurde. Der Friedhof besitzt den Status eines Kulturdenkmals.